# Araçoiaba da Serra
Araçoiaba da Serra è un comune del Brasile nello Stato di San Paolo, parte della mesoregione Macro Metropolitana Paulista e della microregione di Sorocaba.